# Ingemanns og Molbechs huse
Ingemanns og Molbechs huse er to fredede bygninger ved Sorø Akademi i Sorø. De undgik ødelæggelse ved en brand 1813 der destruerede hovedbygningen af Laurids de Thurahs barokanlæg ved akademiet, en ombygning fra omkring 1740 af stedets gamle klosterbygninger.
Der skulle have været fire ens huse til lærerboliger. Det tredje blev revet ned i 1861, og det fjerde aldrig bygget.
I 'Ingemanns Hus' boede digteren B.S. Ingemann i fyrre år til sin død i 1862.
Johan Christian Molbech (1744-1824) har lagt navn til 'Molbechs Hus'. Han var ansat ved Sorø Akademi 1772-1787, hvorefter han blev professor i filosofi og matematik. Historikeren Christian Molbech (1783-1857) er født i huset. Johan Christian Molbech blev født i Kristiania og flyttede 1772 til København for at studere teologi. Der er indsat en plade om huset og Molbech.
De to huse er senere benyttet til forskellige former for administration.
Skolens nuværende hovedbygning er opført 1822-27 af Peder Malling og indvendig udsmykket af Georg Hilker.

## Galleri
| - de Thurahs barokanlæg og B.S. Ingemann - Laurids de Thurahs anlæg flankeret af to lærerboliger Hovedbygningen brændte 1813 - Digteren B.S. Ingemann, beboer 1822-1862 |